# Mangora ordaz
Mangora ordaz là một loài nhện trong họ Araneidae.
Loài này thuộc chi Mangora. Mangora ordaz được Herbert Walter Levi miêu tả năm 2007.